# Joseph Braham
Joseph Braham (* 15. Juli 1909 in Herve; † 9. Februar 1945 im KZ Bergen-Belsen) war ein belgischer römisch-katholischer Geistlicher und Märtyrer.

## Leben
Joseph Braham, Sohn eines Bäckers, besuchte das Gymnasium in Floreffe und das Priesterseminar in Namur. 1936 wurde er zum Priester geweiht. Dann war er Kaplan in Fisenne (heute Ortschaft der Gemeinde Érezée in den Ardennen).
Während der Besetzung durch das nationalsozialistische Deutschland unterstützte er den Widerstand. Im Oktober 1943 wurde er verhaftet. Er kam in das Gefängnis Saint-Léonard in Lüttich und im Dezember 1943 nach Deutschland. Von Groß-Strehlitz wurde er in das KZ Groß-Rosen verlegt. Bereits todkrank, gehörte er am 9. Februar 1945 zu einem Konvoi, der ihn vor der anrückenden Sowjetarmee in das KZ Bergen-Belsen brachte. Er starb unterwegs und wurde an unbekannter Stelle verscharrt.

## Gedenken
In Fisenne wurde ihm ein Denkmal errichtet.